# 21 de febrer
El 21 de febrer és el cinquanta-dosè dia de l'any del calendari gregorià. Queden 313 dies per a finalitzar l'any i 314 en els anys de traspàs.

## Esdeveniments
Països Catalans
- 1919, Barcelona: El Sindicat Únic d'Aigua, Gas i Electricitat de la CNT inicia la vaga de La Canadenca
- 1957, Barcelona: a la Universitat de Barcelona es fa la primera Assemblea Lliure d'Estudiants, reprimida per les autoritats franquistes amb diversos estudiants sancionats i detinguts.
- 1983, Barcelona: es publica per darrera vegada l'Hoja del Lunes.[1]

Resta del món
- 1804, a prop de Merthyr Tydfil, al País de Gal·les: Circula la primera locomotora de vapor.[2]
- 1848, es publica a Londres, en alemany, el Manifest Comunista, escrit per Karl Marx i Friedrich Engels.[3]
- 1916, Verdun (França): Comença la batalla de Verdun, combat de la primera Guerra Mundial lliurat entre les forces alemanyes i les forces franceses, que acaba al 19 de desembre del mateix any amb victòria francesa.[4]
- 1924, Salamanca: Miguel de Unamuno és destituït per la dictadura de Primo de Rivera com a rector de la Universitat de Salamanca i desterrat a l'illa de Fuerteventura.[5]
- 1925 - Neix The New Yorker, una revista fundada per Harold Ross i la seva dona, Jane Grant, cronista del New York Times.[6]
- 1972, El president nord-americà Richard Nixon visita per primer cop la Xina i s'entrevista amb Mao Zedong.[7]

## Naixements
Països Catalans
- 1666 - El Poal, Pla d'Urgell: Antoni Desvalls i de Vergós, militar austriacista català (m. 1724).
- 1902 - Banyoles: Maria Vinyes i Mayola, professora catalana. (m. 1989)
- 1917 - Barcelona: Juan Vallet de Goytisolo (m. 2011), jurista i filòsof del dret.
- 1941 - Barcelona: Victoria Camps i Cervera, filòsofa i professora catalana, catedràtica de Filosofia moral i Política.[8]
- 1955 - Vilanova i la Geltrú, Garraf: Josep Piqué i Camps, polític català.
- 1975 - Barcelona: Diana Riba i Giner, pedagoga, eurodiputada i activista pels drets civils.[9]

Resta del món
- 711: Chang'an (Xina): Emperador Suzong de Tang (711-762).[10]

- 1559: Nurhaci, cap de totes les tribus manxús, fundador de la dinastia Qing, la darrera dinastia imperial de la Xina.[11]
- 1791, Viena, Àustria: Carl Czerny, professor de piano, compositor, pianista, teòric i historiador austríac (m. 1857).[12]
- 1794, Xalapa, Veracruz: Antonio López de Santa Anna, president de Mèxic en onze ocasions (m. 1876).
- 1801, Londres, Anglaterra: John Henry Newman, cardenal i escriptor anglès.
- 1817, Valladolid, Espanya: José Zorrilla, escriptor castellà
- 1836, La Flèche, França: Léo Delibes, compositor francès (m. 1891)[13]
- 1845, Brooklyn, Nova York: Emma Cecilia Thursby, cantant d'òpera novaiorquesa (m. 1931).[14]
- 1854, Viena: Ernst von Hesse-Wartegg, escriptor austríac conegut pels seus llibres de viatges (m. 1918)
- 1885, Sant Petersburg (Rússia): Sacha Guitry, actor i dramaturg francès (m. 1957).[15]
- 1893, Linares, Jaén: Andrés Segovia, guitarrista espanyol (m. 1987).
- 1895, Copenhaguen, Dinamarca: Henrik Dam, metge i bioquímic danès, Premi Nobel de Medicina o Fisiologia de 1943 (m. 1976).
- 1903:
  - Neuilly-sur-Seine, França: Anaïs Nin, escriptora franco-americana d'ascendència cubano-catalana i danesa (m. 1977).[16]
  - Le Havre (França): Raymond Queneau, poeta francès (m. 1976).[15]
- 1909, Volchansk, Rússia: Aleksandra Snejkó-Blótskaia, directora de cinema d'animació soviètica (m.1980).[17]
- 1922, París: Colette Brosset, actriu i guionista, ballarina i coreògrafa francesa, (m. 2007).[18]
- 1924, Nova York: Thelma Estrin, informàtica biomèdica estatunidenca (m. 2014).[19]
- 1930, Gijón: Arturo Fernández Rodríguez, actor espanyol.[20]
- 1933, Tryon, Carolina del Nord: Nina Simone, cantant, pianista i compositora nord-americana (m. 2003).[21]
- 1937, Asker, Noruega: Harald V de Noruega, rei de Noruega.
- 1942, Berlín: Margarethe von Trotta, actriu, directora i guionista de cinema alemanya, referent del Nou cinema alemany.[22]
- 1943:
  - Jean Guinand, polític suís membre del Partit Liberal de Suïssa.
  - Davlekanovo (Rússia): Liudmila Ulítskaia, escriptora russa. Premi Médicis de literatura estrangera de l'any 1996.[23]
- 1952, Dihua, Shaanxi (Xina): Jia Pingwa, escriptor xinès, Premi Mao Dun de Literatura de 2008.[24]
- 1953, Evanston, Illinois, Estats Units: William Petersen, actor i productor estatunidenc.
- 1962, Sant Sebastià: Cristina Garmendia, biòloga, empresària i professora universitària basca; va ser ministra de Ciència i Innovació.[25]
- 1964, Cilla Benkö, periodista sueca, directora general de Sveriges Radio.[26]
- 1979, Waco, Texas: Jennifer Love Hewitt, actriu, autora, productora i cantant estatunidenca.
- 1983, París: Mélanie Laurent, actriu, cantant, directora i escriptora francesa, guanyadora del Premi César a la millor actriu el 2006.
- 1989, Boston, Massachusetts: Kiran Gandhi, també coneguda artísticament com a Madame Gandhi, música, cantant, artista i activista feminista.

## Necrològiques
Països Catalans
- 1911 - Barcelona (Barcelonès): Isidre Nonell i Monturiol, pintor i dibuixant català (n. 1872)[27]
- 1912 - Barcelona: Agustí Rius i Borrell, mestre i pedagog català (n. 1912).
- 1917 - Girona: Fidel Aguilar i Marcó, escultor gironí (n. 1894).
- 2010 - Barcelona: Odette Pinto, periodista radiofònica (n. 1932).[28]
- 2012 - Castellar del Vallès, Vallès Occidental: Eufemio Garcia, primer pacient a Catalunya que fa vida normal amb una assistència ventricular mecànica de llarga durada (n. 1955).
- 2013 - Castelló d'Empúries: Estrella Rivas Franco, dissenyadora de moda catalana (n. 1921).[29]
- 2021 - Elx (Baix Vinalopó)ː Agustí Agulló, activista cultural. Fou un dels creadors del Casal Jaume I d'Elx (n. 1958).[30]
- 2022:
  - Barcelona: Miguel Gallardo, dibuixant i guionista de còmic, i dissenyador, publicista i il·lustrador, creador de Makoki (n. 1955).
  - Madrid: Joaquín Bernadó Bertomeu, torero català (n. 1935).

Resta del món
- 640 - Landen: Pipí de Landen, majordom de palau.
- 1730 - Roma, Estats Pontificis: Papa Benet XIII, Papa de l'Església Catòlica (n. 1649)
- 1833 - Saragossa: Josefa Amar y Borbón, escriptora i destacada il·lustrada espanyola.[31]
- 1879 - Kabul (Afganistan): Xir Ali, emir de l'Afganistan (1863-1869) (n. 1825)[32]
- 1906 - Màlaga, Andalusia, Espanya: Manuel Danvila y Collado, advocat, historiador i polític valencià, ministre de Governació d'Espanya el 1892 durant la regència de Maria Cristina (n. 1830).
- 1926 - Leiden (Alemanya): Heike Kamerlingh Onnes, físic alemany, Premi Nobel de Física de l'any 1913 (n. 1853).
- 1938 - Pasadena (Califòrnia), Estats Units: George Ellery Hale, astrònom estatunidenc (n. 1868)
- 1941 - Musgrave Harbour, Terranova: Frederick Banting, Premi Nobel de Medicina o Fisiologia de 1923 (n. 1891).
- 1946 - Madrid, cementiri de Carabanchel Bajo: Cristino García Granda, dirigent maquis afusellat amb nou companys.
- 1947 - Altadena, Califòrnia: Fannie Charles Dillon, pianista, compositora estatunidenca (n. 1881).[33]
- 1965 - Nova York, EUA: Malcolm X, orador, ministre religiós i activista nord-americà (n. 1925).
- 1968 - Oxford (Anglaterra): Howard Walter Florey, farmacòleg i patòleg australià, Premi Nobel de Medicina o Fisiologia de 1945 (n. 1898).
- 1984 - Vióixenskaia, URSS: Mikhaïl Xólokhov, novel·lista soviètic, Premi Nobel de Literatura 1965 (n. 1905).
- 1991 - Panamà: Margot Fonteyn, ballarina clàssica britànica (n. 1919).[34]
- 1993 - Copenhaguen, Dinamarcaː Inge Lehmann, sismòloga danesa (n. 1888).[35]
- 1999 - Chapel Hill, Carolina del Nord (EUA): Gertrude Belle Elion, farmacòloga i bioquímica estatunidenca, Premi Nobel de Medicina o Fisiologia de l'any 1988 (n. 1918).[36]
- 2005 - Londres (Anglaterra): Guillermo Cabrera Infante, novel·lista, guionista, traductor i crític cubà (n. 1929).
- 2006 - Haifa, Israel: Angelica Rozeanu, jugadora romanesa de tennis de taula, de les millors jugadores de la història (n. 1921).[37]
- 2017 - Palo Alto, Califòrnia (EUA): Kenneth Arrow, economista estatunidenc, Premi Nobel d'Economia de l'any 1972 (n. 1921).

## Festes i commemoracions
- Festa de la Llum a Manresa
- Festa Local de Navarcles, al Bages
- Dia internacional de la llengua materna, UNESCO
- Santoral:
  - sant Eustaci d'Antioquia, bisbe;
  - Pere Damià, cardenal;
  - Valeri d'Astorga, abat;
  - Germà de Grandval, abat;
  - beats Pipí de Landen i John Henry Newman;
  - venerable Elionor de Provença, reina i monja;
  - Papa Benet XIII.
- 2012, Dimarts de Carnaval